# ChileVe
ChileVe (ChV) fue un movimiento político chileno liderado por Nelson Ávila, que solo tuvo existencia legal como partido político «en formación» entre 2003 y 2004. Su lema era «Un nuevo camino». Se propuso como una alternativa de centroizquierda a la Concertación de Partidos por la Democracia.

## Historia
Tras una serie de enfrentamientos con otras figuras políticas de la Concertación, el entonces senador Nelson Ávila renunció a la militancia del Partido por la Democracia (PPD) en diciembre de 2002. En enero de 2003, Ávila fue contactado por el ingeniero Antonio García, con el objeto de apoyar un movimiento político de carácter ciudadano, y en marzo se definió la formación de un nuevo partido político.
El 9 de junio de 2003, Ávila y otros miembros del movimiento, lo inscribieron como el partido ChileVe en el Servicio Electoral. Su directiva provisional estaba encabezada por Antonio García como presidente, y su declaración de principios afirmaba que «tiene por objeto construir una sociedad verdaderamente democrática, donde los ciudadanos definan las grandes políticas que conduzcan al bien común; en la que se hagan realidad los ideales de igualdad, solidaridad, fraternidad y libertad, y se respeten los derechos políticos, sociales, económicos y culturales de todas las personas». Tuvo una breve existencia legal, siendo caducada su inscripción el 13 de febrero de 2004. El 12 de abril de 2004 presentaron nuevamente su escritura de constitución, sin embargo fue archivada por el Servel cuatro días después.
A pesar de ello, el movimiento tenía como primer propósito participar en las elecciones municipales de 2004, para las cuales tuvo conversaciones con el movimiento Fuerza Social y Democrática para formar una alianza electoral. En agosto de 2004 levantó la candidatura de su presidente, Antonio García, para la alcaldía de San Antonio, la cual no prosperó aunque concitó el apoyo del Partido Humanista. También se consideraba una eventual candidatura de Ávila en la elección presidencial de 2005, a pesar de que él mismo lo desmintió en la constitución del partido.
En marzo de 2005, Nelson Ávila se incorporó al Partido Radical Socialdemócrata, con lo cual el movimiento perdió visibilidad y desapareció.